# Хрипково (Тульская область)
Хрипково (Покровское) — деревня в сельском поселении Страховское Заокского района Тульской области.
Ранее входило в Алексинский уезд Тульской губернии.

## География
Населённый пункт находится: в 13 км от районного центра Заокский и железнодорожной станцией Тарусская, в 54 км от Тулы, в 20 км от Алексина, в 126 км от Москвы.

## История
Деревня имела статус села. Приходской деревянный храм с колокольней был построен в 1770 году в честь Покрова Божией Матери, на средства генерала Хитрово. В последующее время храм подвергался незначительным изменениям внутри и снаружи, не изменившие его первоначального вида. В церкви имелась Месточтимая икона Тихвинской Божией Матери. Штат церкви состоял из священника и псаломщика. Имелось церковной земли: усадебной 3 десятины, полевой 30 десятин, сенокосной и неудобной 3 десятины. Для священника имелся дом на церковной земле. Приход, кроме села, составляли деревни: Покровские выселки, Алёшково, сельцо Ждамирово и часть деревни Петрищево. Всего прихожан в 1895 году было 491 человек мужского пола и 504 женского. До настоящего времени храм не сохранился.
С 1886 года в селе работала церковно-приходская школа.
В 2010 году в деревне проживало 7 человек.